# Scott & Bailey (seizoen 1)
Dit artikel vat het eerste seizoen van Scott & Bailey samen.

## Rolverdeling

### Hoofdrollen
| Acteur           | Personage                        |
| ---------------- | -------------------------------- |
| Suranne Jones    | rechercheur Rachel Bailey        |
| Lesley Sharp     | rechercheur Janet Scott          |
| Amelia Bullmore  | hoofdinspecteur Gill Murray      |
| David Prosho     | rechercheur Ian "Mitch" Mitchell |
| Tony Mooney      | rechercheur Pete Readyough       |
| Delroy Brown     | rechercheur Lee Broadhurst       |
| Ben Batt         | rechercheur Kevin Lumb           |
| Nicholas Gleaves | brigadier Andy Roper             |
| Rupert Graves    | advocaat Nick Savage             |
| Harriet Waters   | Taisie Scott                     |
| Tony Pitts       | Adrian Scott                     |

## Afleveringen
| Nr. | Aflevering | Titel           | Regisseur          | Schrijver        | Selectie gastrollen                                                                                                | Originele uitzenddatum |  |
| --- | ---------- | --------------- | ------------------ | ---------------- | --- | ---------------------- |  |
| 1 | 1          | Congratulations | Sarah Pia Anderson | Sally Wainwright | Daniel Ben Zenou - Gokhan Yilmaz Kevin Doyle - Geoff Hastings                                                      | 29 mei 2011            |  |
| Wanneer Emel Yilmaz, een achttienjarig zwanger Turks meisje, dood wordt gevonden in haar huis gaan de rechercheurs op onderzoek uit. Op het eerste oog lijkt het dat Emel zelfmoord heeft gepleegd, dan vinden de rechercheurs bewijzen dat zij vermoord is. De rechercheurs verdenken eerst haar echtgenoot van de moord, dan ontdekken zij dat de echtgenoot al een lange tijd een minnares eropna houdt. Zij denken dat de jaloerse minnares meer van de moord weet, als zij voldoende bewijzen tegen haar vinden bekent zij uiteindelijk de moord. Ondertussen is rechercheur Rachel Bailey boos dat zij gedumpt is door haar vriend Nick Savage, zij wordt nog bozer als zij ontdekt dat hij getrouwd is. Rechercheur Janet Scott wordt benaderd door Geoff Hastings, een oude vriend van vroeger, die haar vraagt om een oude zaak te heropenen. Deze zaak gaat over de moord op zijn zes jaar oude zusje die meer dan twintig jaar geleden plaatsvond. |            |                 |                    |                  | |                        |  |
| 2 | 2          | Surprise        | Sarah Pia Anderson | Sally Wainwright | Steve Cooper - Graham Metcalfe Tom Gibbons - PauAdam Metcalfe Grace Cohen - Melissa Metcalfe                       | 5 juni 2011            |  |
| Wanneer Susan Metcalfe vermoord in de kofferbak van haar eigen auto wordt gevonden gaan de rechercheurs op onderzoek uit. Zij ontdekken dat Susan vanuit een bezoek aan het theater gevolgd werd en toen op brute wijze verkracht, vermoord en gedumpt werd in de kofferbak. De rechercheurs voeren dan samen met de politie een buurtonderzoek uit, rechercheur Bailey voert een gesprek in een huis waar zij vermoedens krijgt dat een jongen daar meer van de moord weet. De vermoedens worden sterker als de jongen probeert te vluchten, rechercheur Bailey kan hem net op tijd arresteren. Na een grondig onderzoek in het huis worden er met bloed besmeurde kledingstukken gevonden die zij in verband kunnen brengen met een oude moordzaak. De rechercheurs zijn geschokt als zij ontdekken dat de moeder van de jongen op de hoogte was van zijn criminele activiteiten, en hier geen melding van maakte bij de politie. Ondertussen ontdekt rechercheur Bailey dat zij zwanger is van Nick Savage, ook ontdekt zij dat Nick niet alleen getrouwd is maar ook twee kinderen heeft. Rechercheur Scott onderzoekt ondertussen de oude moordzaak op de zus van Geoff Hastings, die ruim twintig jaar geleden plaatsvond. Zij bezoekt een gepensioneerde rechercheur die het oorspronkelijke onderzoek leidde, zij concluderen samen dat waarschijnlijk een seriemoordenaar achter de moord op de zus zit. |            |                 |                    |                  | |                        |  |
| 3 | 3          | Personal        | Syd Macartney      | Sally Wainwright | Pooky Quesnel - Sian Cook Nichola Burley - Hannah Conway Mete Dursun - Georgios Stelikos                           | 12 juni 2011           |  |
| Het rechercheteam is aanwezig bij de rechtszaak tegen Georgios Stelikos, die verdacht wordt van de moord op een vrouw en verkrachting en mishandeling van een andere vrouw. De meesten van het rechercheteam zijn ervan overtuigd dat Georgios schuldig wordt bevonden van de moord, zij vragen zich af of hoofdinspecteur Gill Murray er verstandig aan doet als zij de verkrachting ook bij de rechtszaak voegt. Nick Savage, de man die een relatie had met rechercheur Bailey, is de advocaat van Georgios en gebruikt informatie voor de verdediging die hij onofficieel van rechercheur Bailey heeft gekregen. Rechercheur Bailey is woedend op hem dat hij deze informatie heeft gebruikt, zij wordt helemaal woest als Georgios door deze informatie onschuldig wordt bevonden. Later wordt Georgios vermoord gevonden, en moeten de rechercheurs met tegenzin op zoek gaan naar zijn moordenaar. Al snel komen zij uit bij een sociaal werkster die het verkrachtingsslachtoffer onder haar hoede had. Zij kon niet verkroppen dat Georgios op vrije voeten kwam, en besloot het recht in eigen hand te nemen. Ondertussen krijgt rechercheur Bailey een miskraam en raakt zij haar baby kwijt. Zij moet ook haar woning verlaten die eigendom is van Nick, dit omdat de vrouw van Nick achter zijn affaire is gekomen en hem het huis heeft uitgezet. Rechercheur Bailey gaat met haar spullen naar haar collega rechercheur Scott waar zij een slaapplaats krijgt. Daar kijkt zij de dossiers in van de cold case waar rechercheur Scott mee bezig is, hierdoor ontdekt zij een spoor die naar de dader kan leiden.                                                                                               |            |                 |                    |                  | |                        |  |
| 4 | 4          | Execution       | Syd Macartney      | Sally Wainwright | Adjoa Andoh - Janice Jadzowski Kierston Wareing - Vicky Birkinshaw Jonathan Ojinnaka - Ashad Sodunke               | 19 juni 2011           |  |
| Wanneer Gary Birkinshaw als vermist wordt opgegeven door zijn collega gaat het rechercheteam op onderzoek uit. Als zij in contact komen met de vrouw van Gary, de bekende pornoster Vicky Birkinshaw, arresteren zij haar voor vermoedelijke betrokkenheid met de verdwijning van Gary. Zij kunnen echter niet hard maken met bewijzen dat Vicky hierbij betrokken is. Dan wordt hun aandacht naar haar duistere vriend en een pedofiel die een relatie had met haar dochter getrokken. De pedofiel bekent betrokken te zijn bij de moord op Gary, hij heeft gehandeld met hulp van de vriend van Vicky en Vicky zelf. Vicky dreigt te ontsnappen aan rechtsvervolging, de rechercheurs lukt het echter om bewijzen te vinden dat zij hierbij betrokken was. Ondertussen dreigt de carrière van rechercheur Bailey abrupt te stoppen, als hoofdinspecteur Gill Murray ontdekt dat zij vertrouwelijke informatie naar haar voormalige vriend Nick Savage heeft gelekt wat de rechtszaak tegen Georgios Stelikos in gevaar bracht. Rechercheur Scott krijgt van haar collega Andy Roper, waar zij in het verleden een affaire mee had, te horen dat hij nog steeds gevoelens voor haar heeft. |            |                 |                    |                  | |                        |  |
| 5 | 5          | Faultlines      | Ben Caron          | Sally Wainwright | Martin Miller - Phillips Jennifer James - Martine Cooper Nicola Potts - Caitlin Scott Kevin Doyle - Geoff Hastings | 26 juni 2011           |  |
| Wanneer de zesenveertigjarige Lynn Stott vermoord wordt gevonden gaat het rechercheteam op onderzoek uit. Lynn werd vermoord toen zij naar huis ging na haar bezoek aan een zwemclub. Als het rechercheteam deze zaak niet weet op te lossen, wordt de hulp ingeroepen van een ander rechercheteam. Dan ontdekken de rechercheurs overeenkomsten tussen deze moord en de moord op Veronica Hastings, de zus van Geoff Hastings. Geoff riep de hulp in van rechercheur Scott om te helpen met de oude zaak van de moord op zijn zus. Rechercheur Scott krijgt nu een paar dagen vrij om dieper in de zaak van Veronica te duiken om zo achter de identiteit van de moordenaar te komen. Op het bureau ontdekt rechercheur Bailey wie de moordenaar is, het blijkt Geoff zelf te zijn. Zij beseft dat haar collega rechercheur Scott nu in groot gevaar is en wil haar waarschuwen, zij weet echter niet dat Geoff bij rechercheur Scott is als zij haar belt. Geoff beseft dan dat zijn identiteit bekend is en wil vluchten, als rechercheur Scott hem wil tegenhouden steekt hij haar neer. Ondertussen ontdekt rechercheur Bailey dat haar voormalige vriend Nick Savage een relatie had met een jurylid tijdens een rechtszaak waarbij hij als advocaat betrokken was. Nick ontdekt dat rechercheur Bailey hiervan op de hoogte is en smeekt haar om dit geheim te houden. |            |                 |                    |                  | |                        |  |
| 6 | 6          | Vendetta        | Ben Caron          | Sally Wainwright | Reece Noi - Frank Goff Dean Fagan - Paul Goff Steve Marsh - Carl Norris                                            | 3 juli 2011            |  |
| Rechercheur Scott keert na haar herstelperiode terug nadat zij werd neergestoken door Geoff Hastings. Zij moet meteen met haar collega rechercheur Bailey vol aan de bak met de zaak van de neergeschoten veertienjarige Dylan Holwell. Dylan werd gevonden in zijn eigen woonkamer met zijn half weggeschoten gezicht. Wanneer rechercheur Bailey achter een aanwijzing aangaat wordt zij op straat bijna aangereden door een auto, de auto mist haar op een haar na maar rijdt wel een andere vrouw aan. De auto komt daarop tot stilstand tegen een geparkeerde auto, de bestuurder vlucht te voet weg en rechercheur Bailey zet de achtervolging in. Tijdens de achtervolging rent de bestuurder voor een bus die hem doodrijdt. Later ontdekt zij dat de bestuurder banden heeft met Carl Norris, een bekende misdadiger die Nick Savage als advocaat heeft. Rechercheur Bailey vermoedt dat de bijna aanrijding een aanslag op haar was, omdat zij de relatie had ontdekt tussen Nick en het jurylid. Dit beangstigd haar omdat zij net weer de relatie met Nick had opgepakt en weer met hem samenwoont. De rechercheurs zijn ondertussen nog steeds bezig met de moord op Dylan, een vriend van hem die aanwezig was vertelt hen dat hij op het toilet was tijdens de moord. Later blijkt dat hij hierover gelogen heeft en verantwoordelijk is voor de dood van Dylan. Ondertussen vraagt hoofdinspecteur Gill Murray aan rechercheur Scott of zij in gesprek wil gaan met Geoff Hastings, om zo achter de plaatsen te komen van de lichamen van zijn slachtoffers zich bevinden. Rechercheur Scott wil hier echter niets van weten, de baas vertelt haar dat Geoff alleen aan haar de vindplaatsen wil prijsgeven. |            |                 |                    |                  | |                        |  |